# 金原二郎
金原 二郎（きんばら じろう、1932年2月2日 - 1997年4月26日）は、日本の司会者、アナウンサー。東京府（のちの東京都）出身。

## 来歴・人物
早稲田大学教育学部卒業後、1954年（昭和29年）に日本テレビへアナウンサーとして入社。ワイドショー『金原二郎ショー』のほか、『底ぬけ脱線ゲーム』などのバラエティ番組の司会を務めた。この他に皇太子明仁親王（第125代天皇）の成婚パレードの実況、東京オリンピックの開会式実況、吉田茂の国葬中継実況、静岡第一テレビ開局、アナウンス部長を務めた。
早稲田大学の同期には元毎日放送アナウンサーの小池清や元読売ジャイアンツ選手の広岡達朗、俳優の宇津井健（中退）などがいる。
1992年（平成4年）に『たけし・逸見の平成教育委員会』（フジテレビ）へゲスト出演。
1997年（平成9年）4月26日、心筋梗塞のため八王子市の病院で死去。

## 出演番組
- 婦人ニュース（1960年より土田美保子と担当[8]）
- 人類、ついに月に到着（1969年7月21日）[9]
- 月の征服者かえる（1969年7月25日）[10]
- 美の世界（1977年、1983年）語り[11][12][13][14]
- 子どもたちは七つの海を越えた サンダースホームの1,600人（1978年）司会[15]
- 土曜スペシャル がんばれ太平洋 新しい旅立ち! 三つ子15年の成長記録 ―1歳〜中学校卒業―（1980年）報告[15]
- 木曜スペシャル 目撃者、私はそこにいた テレビ報道30年の歩み（1983年）報告[16]
- 金原二郎ショー
- この人を（塩野義製薬一社提供のトーク番組）
- 底ぬけ脱線ゲーム
- シャープ・スターアクション→シャープ・新スターアクション
- 元祖どっきりカメラ
- ncn日本テレビケーブルニュース
- ゴールデンボーイズ 1960笑売人ブルース（1993年）[17]

## 著書
- 話し上手 楽しいしゃべり方教室（「コレクション・ファミリエ」シリーズ。1974年、ひかりのくに）[18]